# Battaglia di Badajoz
La battaglia di Badajoz fu combattuta tra il 13 e il 14 agosto 1936 nell'ambito della guerra civile spagnola: lo scontro vide una forza franchista comandata dal colonnello Juan Yague dare l'assalto alla città di Badajoz, nella Spagna occidentale vicino al confine con il Portogallo, difesa da truppe repubblicane sotto il colonnello Ildefonso Puigdendolas.
Lo scontro si concluse con la vittoria delle truppe franchiste che riuscirono ad espugnare il centro abitato, per poi lasciarsi andare prima al saccheggio della città e poi alla repressione dei difensori prigionieri. Migliaia di persone vennero infatti portate all'interno della Plaza de Toro e qui massacrate. Mentre in città altri assassini e stupri di massa continuarono per giorni e giorni. Questa mattanza valse al comandante delle truppe franchiste Yague il nomignolo di "Macellaio di Badajoz".
Da notare che, nelle guerre coloniali intraprese dagli spagnoli in Marocco, da dove sia Yague che Franco provenivano, la brutalità sistematica e la rappresaglia armata contro i civili era usuale e diffusa, come anche la pratica dei soldati marocchini al servizio spagnolo di castrare i loro nemici morti. Esempio degli eccessi raggiunti dal conflitto civile, la brutalità sui civili e sugli avversari vinti aveva il preciso scopo di spargere il terrore. Corrispondenti stranieri, principalmente portoghesi, francesi ed inglesi di vario credo politico, riportano tra i 2 000 e 4 000 la cifra dei morti provocati dall'eccidio condotto dai Tercio e dai Regulares.